# VTuber Fes Japan
VTuber Fes Japan（ブイチューバーフェスジャパン）とは日本最大級のバーチャルYouTuber、バーチャルアーティストたちの音楽、トークライブフェスである。ニコニコ超会議内で開かれることが多い。

## 概要
2019年より行われているバーチャルアーティスたちの音楽、トークライブフェスである。主にニコニコ超会議の企画の一つとして行われているが、第2回は単独で行われた。また、企画内にはライブイベントのほかにも複数の企画が含まれている。
第1回は2019年4月27日・28日に開催された。企画として「VTuber Special Stage」「バーチャルカラオケ」「VTuberおしゃべりフェス」が行われた。
第2回は2021年1月30日・31日、約2年ぶりに開催された。第1回とは異なり単独で開催され、ライブステージのみ行われた。
第3回は2022年4月29日・30日に開催された。Day1にAZKi、96猫、夏色まつり、Day2に犬山たまき、神楽めあなどのVTuberのほかに、『ウマ娘 プリティーダービー』からゴールドシップなど合計120名以上の人物が登場した。
第4回は2023年4月30日に開催された。この回では、マスク着用下での声出しが許可された。なお、2023年以降は開催されていない。

## 企画一覧
| 開催名                | 企画名                                           | 内容 | 備考       |
| --------------------- | ------------------------------------------------ | --- | ---------- |
| VTuber Fes Japan 2019 | VTuber Special Stage                             | トーク、ライブ、バラエティ企画などが行われるステージ。                                                               |            |
| VTuber Fes Japan 2019 | バーチャルカラオケ                               | バーチャルキャストを使ったカラオケ大会。                                                                             |            |
| VTuber Fes Japan 2019 | VTuberおしゃべりフェス                           | 出演VTuberと一対一で1分間会話ができるイベント。                                                                      |            |
| VTuber Fes Japan 2021 | VTuber Fes Japan 2021                            | 音楽ステージ。生バンドによる演奏。                                                                                   | ライブのみ |
| VTuber Fes Japan 2022 | VTuber Fes Japan 2022 アンバサダーオーディション | ニコニコユーザーによる投票によって、VTuber Fes Japan 2022のアンバサダーが決定された。                                |            |
| VTuber Fes Japan 2022 | VTuberおしゃべりフェス                           | 出演VTuberと一対一で1分間会話ができるイベント。今回はリアルとネットの2会場を舞台に行われた。                         |            |
| VTuber Fes Japan 2022 | VMusic Produced by USAGI Produced                | VTuberのオリジナル楽曲にフォーカスしたDJライブ。                                                                     |            |
| VTuber Fes Japan 2022 | Vtuber Fes Japan 2022                            | 特設ステージにて行われた音楽＆トークライブフェス。                                                                   |            |
| VTuber Fes Japan 2023 | VTuber Fes Japan 2023 ステージ出演オーディション | オープンリーグ、NEXT GENERETIONリーグに分かれており、 ステージに出る出演者がニコニコユーザーによる投票で決定された。 |            |
| VTuber Fes Japan 2023 | VTuber Fes Japan× おしゃべりフェス in 超会議2023 | 出演Vtuberと一対一で2分間会話できるイベント。                                                                        |            |
| VTuber Fes Japan 2023 | Vtuber Fes Japan 2023                            | 特設ステージにて行われた音楽＆トークライブフェス。                                                                   |            |

## イベントの歴史
詳細については公式サイトを参照。
| 回数  | 開催日               | 開催名                | キャッチフレーズ                               | 出演者数 | 備考/他      |
| ----- | -------------------- | --------------------- | ---------------------------------------------- | -------- | ------------ |
| 第1回 | 2019年4月27日 - 28日 | VTuber Fes Japan 2019 | （なし）                                       | （不明） |              |
| 第2回 | 2021年1月30日 - 31日 | VTuber Fes Japan 2021 | 「ただいま」と「大好き」を歌にのせて、キミに。 | 60名     | 単独での開催 |
| 第3回 | 2022年4月29日 - 30日 | VTuber Fes Japan 2022 | ここに集って つなごう! ぼくたちのピースを。    | 120名    |              |
| 第4回 | 2023年4月30日        | VTuber Fes Japan 2023 | みんなのVで、できあがる。                      | 45名     |              |

## 炎上騒動
VTuber Fes Japan 2022のステージ出演オーディションにて2021年12月28日のニコニコ生放送の番組にてオーディションの結果が発表されたのだが、同日に「放送中に発表した参加者の獲得ポイント数が誤っていること番組終了後に発覚した」としてドワンゴが謝罪。また2022年2月4日に再度調査を行った結果として「集計を手動で行った結果、データの取りこぼしや計算ミスがあった」としたものの「順位に変動はない」と報告していた。これを受け、チャレンジャー部門で2位となったたみーの声優である民安ともえが正式に弁護士を立て、運営に再計算後の票数について説明を求めた。ドワンゴは「2月4日の再調査に誤りがあった」と報告し、再集計後のポイントを公表。2位だったたみーと1位だった奏みみの順位が入れ替わっていた。当初「順位の変動はない」としていた理由について、同社は「再集計の結果、順位変動があることが発覚しましたが、生放送時に既に順位発表していたため、現場判断で順位変更しないことを決定し、その旨を発表いたしました」「順位変動があるという事実が社内で正しく伝わっておらず、適正な判断に至るまで時間を要してしまいました」と説明している。「クリエイターの活躍の場を作るイベントが、このような事態に至ったことは全面的に弊社の責任であり、皆様の信頼を裏切る結果となりましたことを心よりお詫びいたします」とドワンゴは謝罪した。イベントにはたみー、奏みみの2人が出演することで合意した。